# Tanougha
Tanougha  (in arabo تانوغة‎?) è un centro abitato e comune rurale del Marocco situato nella provincia di Béni Mellal, regione di Béni Mellal-Khénifra. Conta una popolazione di 12 783 abitanti (censimento 2014).